# Jag tror på blodets fridsförbund
Jag tror på blodets fridsförbund är en psalm med text av Albert Benjamin Simpson och musik av C H Forrest. Texten översattes till svenska 1922 av Paul Ongman.

## Publicerad i
- Segertoner 1988 som nr 530 under rubriken "Att leva av tro - Skuld - förlåtelse -rening".[1]